# ويليام جون هاوس
ويليام جون هاوس (بالإنجليزية: William John House) هو عسكري جنوب أفريقي، ولد في 7 أكتوبر 1879 في Thatcham ‏ في المملكة المتحدة، وتوفي في 28 فبراير 1912 في دوفر في المملكة المتحدة.